# (37152) 2000 VV56
2000 في في 56 (ويعرف أيضًا باسم (37152) 2000 في في 56 وفق تسمية الكوكب الصغير) (بالإنجليزية: 2000 VV56)‏ هو كويكب ضمن حزام الكويكبات؛ وترتيبه 37152 من حيث الاكتشاف.
اكتُشف هذا الجُرم الفلكي بواسطة بحث لنكولن عن الكويكبات القريبة من الأرض في 3 نوفمبر 2000.

## وصلات خارجية
- (37152) 2000 VV56 في قاعدة بيانات مختبر الدفع النفاث لأجرام النظام الشمسي الصغيرة

- الاكتشاف · مخطط المدار ·  العناصر المدارية · المعلمات المادية

- (37152) 2000 VV56 على موقع ويكي سكاي: DSS2, SDSS, GALEX, IRAS, Hydrogen α, X-Ray, Astrophoto, Sky Map, Articles and images